# جراحة الحد من الضرر
جراحة الحد من الضرر (DCS) هي أحد أشكال الجراحة المستخدمة في الإصابات غير المستقرة الخطيرة عادة من قبل جراحي الصدمات. ويولي هذا النوع من الجراحة المزيد من التركيز على منع ثالوث صدمة الموت، بدلا من تصحيح التشريح.

## دواعي الاستعمال
عادة ما يوصى بتطبيق هذا الإجراء عندما يصاب الشخص إصابة خطيرة تُضعف قدرته على الحفاظ على الاستتباب بسبب النزف الشديد الذي يؤدي إلى الحماض الأيضي وانخفاض حرارة الجسم والاعْتِلاَل الخَثْرِيّ. ويُشار إلى هذه الظاهرة على أنها ثالوث صدمة الموت. وقد تشتمل الأعراض السريرية الشائعة لهذه العملية على الحمض الأيضي وانخفاض ضغط الدم وانخفاض الحرارة. والسبب في عدم جدوى الإصلاح الجراحي التقليدي هو أن الشخص سيخضع لتدهور فسيولوجية للإصابة تتفاقم مع العمل الجراحي، رغم التصحيح التشريحي.

## الأسلوب
يمثل التعرف المبكر على الشخص الذي قد يستفيد من الجراحة عنصرًا أساسيًا لها، وهو ما يعني أنها كثيرًا ما تتخطى قسم الطوارئ باستثناء محاولات تقنيات تحقيق الاستقرار الفوري، مثل الحصول على مجرى الهواء. وعادة ما يتم تدفئة غرفة العمليات بمستوى أعلى من المستوى المعتاد للمساعدة في التعامل مع انخفاض حرارة الجسم المرتبطة بهذه العملية.
تشمل العملية ثلاث خطوات مختلفة لازمة للحصول على تأثير متكامل. في الخطوة الأولى يتم تنفيذ الاستكشاف البطني للسيطرة على النزف. وعادة ما تستمر هذه العملية لأقل من ساعة واحدة.وبعد التعامل جراحيًا مع التهديدات المباشرة لحياة المريض، يتم بعد ذلك تغطية المنطقة مؤقتًا ويتم إرسال المريض إلى وحدة العناية المركزة من أجل المرحلة الثانية.
في المرحلة الثانية يتم إعطاء المريض مجموعة من الدواء والعلاجات المختلفة للمساعدة في استعادة التوازن الفيسيولوجي، وخاصة فيما يتعلق بدرجة حرارته والتزود بالأوكسجين ومستوى الأس الهيدروجيني. وثمة عنصر مهم للعلاج في هذه المرحلة هو إعادة التدفئة السلبية، وعلى العموم ستعكس معظم الآثار السيئة للثالوث الصدمة.وعادة ما تستمر هذه المرحلة لفترة لا تزيد عن يومين ولكنها تعتمد على حالة الأشخاص. وإذا لم تتحسن حالة الشخص في الـ 24 ساعة الأولى، فإن هذا يعني أن هناك نزفًا مفقودًا يتطلب جراحة عاجلة بغض النظر عن انعكاس ثالوث الصدمة.
في المرحلة الثالثة، تُجرى الجراحة ثانية مع إجراءات أكثر تحديدًا.

## نبذة تاريخية
سجل ستون (Stone) أول عملية جراحية للحد من الضرر في عام 1983. وفي عام 1993، كان روتوندو (Rotondo) أول من أظهر دليلاً محددًا على أن جراحة الحد من الضرر تسفر عن نتائج أفضل من بدائلها وهو من صاغ ذلك المصطلح.

## التقنية

### فتح البطن الأولي
إنها الخطوة الأولى من عملية الحد من الضرر وتوجد فيها أهداف واضحة على الجراحين تحقيقها. الهدف الأول هو التحكم بالنزف ثم ضبط التلوث ودك البطن ووضع جهاز إغلاق مؤقت. من المهم محاولة تقليل المدة التي يقضيها المريض في هذه المرحلة. لكي تكون المجموعات العاملة (كما في مراكز إصابات الحوادث) في هذا الميدان فعالة يجب اتباع منهج متعدد الاختصاصات. تعتمد المقاربة المتبعة للعناية بهؤلاء المرضى على: الممرضين وأطباء العناية المشددة وطاقم غرفة العمليات والعاملين في بنك الدم والدعم الإداري. بالإضافة إلى وجود الفريق المناسب يجب أن يكون الفريق مجهزًا. كلما كان الفريق أكثر سلاسة زادت كفاءة المراكز في إنجاز جراحة الحد من الضرر. تسمى هذه المرحلة عند البعض نقطة الصفر في الحد من الضرر. تعتمد القدرة على نقل المرضى والمعدات واللوازم الأخرى بقوة على التجهيزات؛ تقتضي البروتوكولات المعيارية أن يكون أفراد الفريق متعدد الاختصاصات قادرين على التواصل بلغة واحدة. شوهدت أهمية هذا الأمر عند تطبيق عمليات معقدة مثل نقل الدم الكتلي. السيطرة على النزف هي الخطوة الأهم في هذه المرحلة كما ذكر سابقًا. يساعد نزع المعي الدقيق من التجويف البطني ودك الأرباع البطنية الجراحين على إيقاف النزف مبدئيًا. وتبعًا لمصدر النزف يمكن أن يُجرى عدد من المناورات التي تسمح بضبط النزف الشرياني الأبهري. تُدبر أذية الأعضاء الصلبة مثل الطحال أو الكلية بالاستئصال، ويوجد عند من الخيارات للتعامل مع النزف الكبدي مثل مناورة برينغل التي تسمح بضبط نزف شرايين الكبد. يمكن أن يطبق الجراحون الضغط اليدوي، أو الدك الكبدي، أو سد الجروح النافذة. يمكن أن تتطلب بعض الحالات دك الكبد ثم نقل المريض لإجراء تصميم وعائي، وإذا سمحت غرفة العمليات، يُجرى التصميم الوعائي على الطاولة مباشرة. يجب ربط الأوعية التي يمكن ربطها، ويمكن إجراء التحويل على الأوعية التي لا ينطبق عليها ذلك. هذه ما وصفه ريلي وزملاؤه عندما أجروا تحويلًا على الشريان المساريقي العلوي للتقليل من مدة العمل الجراحي. بعد ضبط النزف، يجب الإسراع بالسعي إلى ضبط التلوث البطني من الأعضاء الجوفاء المفتوحة. يتصور الفرد أنه قادر على إجراء المفاغرة على الفور، ولكن يجب ألا تجرى المفاغرة خلال جراحة الحد من الضرر، فالهدف الأساسي منع استمرار التلوث البطني لذا يمكن ترك الانقطاع. يمكن استخدام عدد من التقنيات مثل استعمال الكباسات لإغلاق المعي، أو الخياطة المبدئية للثقوب الصغيرة. يُدكّ البطن مباشرة بعد ذلك. يصبح الكثير من هؤلاء المرضى معرضين لحدوث الجلطات وقد يظهر نزّ منتشر. من المهم دك مناطق الأذية والمناطق التي فُتحت جراحيًا. توجد طرق مختلفة يمكن من خلالها دك البطن. يسمح الدك بالرفادات الظليلة للأشعة بكشفها من خلال الأشعة السينية قبل إجراء الإغلاق النهائي. يجب ألا يُغلق البطن بشكل نهائي إلى أن يتم التأكد شعاعيًا من عدم وجود أشياء متبقية في البطن. الخطوة الأخيرة في هذه المرحلة وضع جهاز الإغلاق المؤقت. توجد طرق مختلفة يمكن من خلالها تحقيق الإغلاق المؤقت والتقنية الأشيع وضع جهاز شافط سلبي الضغط. بغض النظر عن الطريقة المستخدمة، من المهم ألا تُقرّب نهايات الصفاق البطني إذ يمكن أن تحدث متلازمة الحجرات وهي مشكلة مهمة وصفها شواب. 

## قائمة المصادر
- Feliciano, David V.; Mattox, Kenneth L.; Moore, Ernest J (2012). Trauma, Seventh Edition (Trauma (Moore)). McGraw-Hill Professional. ISBN:0-07-166351-7.{{استشهاد بكتاب}}:  صيانة الاستشهاد: أسماء متعددة: قائمة المؤلفين (link)